# 兴隆街四合院
兴隆街四合院，位于北京市东城区东兴隆街52号，是北京市崇文区文物保护单位。

## 简介
该四合院位于崇文门外大街迤西的东兴隆街南侧。始建于清朝末年同治光绪年间，是北京较典型的多进四合院式民居，也是北京外城东部少见的大型四合院。传说原是清末大太监李莲英的私邸之一。1984年被列为北京市崇文区文物保护单位。
该四合院坐南朝北，共分四进，建筑风格属于晚清大户宅门的民居。东兴隆街上的大门位于整个院落的西北角，门前有石狮墩一对，门内迎面为山墙影壁。前院有倒座房一排9间，经中轴线上的垂花门进入内宅。内宅分三进院落，每进院落都是四合院布局，各有正房五间，东西厢房各三间，正房和厢房之间有回廊连接，房屋均为硬山合瓦顶，前出廊。内宅第二进正房两侧有对称的二层重楼各一栋。现除垂花门拆除、两侧重楼改建外，其他建筑保存完好。该四合院在中轴线南端中央新开了一个大门，作为整座院落的正门。门外对着同仁堂博物馆所在院落。
2000年代，该四合院经过整修，成为中国北京同仁堂（集团）有限责任公司的总部所在地。